# FRIDAY ANIME NIGHT
- 日本テレビ放送網 > 日本テレビ制作局制作番組の分野別一覧 > 日本テレビの深夜アニメ枠 > FRIDAY ANIME NIGHT
- アニメ > テレビアニメ > 日本テレビ系アニメ > 日本テレビの深夜アニメ枠 > FRIDAY ANIME NIGHT
- テレビ番組 > 深夜番組 > 深夜アニメ > FRIDAY ANIME NIGHT

『FRIDAY ANIME NIGHT』（フライデーアニメナイト）は、日本テレビが制作し、同系列各局で金曜23時00分 - 23時30分に放送されている深夜アニメ枠。略称は「フラアニ」。
本枠は『葬送のフリーレン』（第1期第5話以降）の放送開始を機に、2023年10月6日より30分のアニメ番組枠として新設された。全国同時ネット枠の復活では『バリューナイト』で2006年（平成18年）から2007年（平成19年）にかけて放送された『NANA』以来17年ぶり、アニメ枠の新設では1992年(平成4年)9月までの日曜午前10時台枠および11時台（主に『キン肉マン』・『超電動ロボ 鉄人28号FX』を放送していた）枠以来31年ぶりとなる。

## 放送作品一覧
- ★は本放送時に連動データ放送を実施した作品[注 1]。

|   | タイトル                                    | 放送期間                      | 話数 | アニメーション制作        | 備考 |
| - | ------------------------------------------- | ----------------------------- | ---- | ------------------------- | --- |
| 1 | 葬送のフリーレン（第1期・第5話 - 第28話） ★ | 2023年10月6日 - 2024年3月22日 | 24   | マッドハウス              | 全28話。このうち第1話 - 第4話はテレビ大分を除いて2023年9月29日に『金曜ロードショー』で放送された。 最終回翌週に特別番組を放送。                                     |
| 2 | 転生したらスライムだった件（第3期）         | 2024年4月5日 - 9月27日        | 24   | エイトビット              | BS11と共同製作。 第2期まではTOKYO MXほかにてUHFアニメ形式で本放送を実施。その後2022年4月 - 翌3月に日本テレビ系列全30局で実質再放送。                                |
| 3 | 株式会社マジルミエ（第1期） ★               | 2024年10月4日 - 12月20日      | 12   | 萌 J.C.STAFF              | |
| 4 | 薬屋のひとりごと（第2期） ★                 | 2025年1月10日 - 7月4日        | 24   | TOHO animation STUDIO OLM | 第1期も日本テレビ系列全30局で放送されたが、ローカル枠での放送となり（製作局の日本テレビでは日曜未明（土曜深夜）枠にて放送）、各局で放送日・放送時間が異なっていた。 |
| 5 | 桃源暗鬼 ★                                  | 2025年7月11日 -               |      | スタジオ雲雀              | |

## 放送局

### 地上波
| 放送期間        | 放送時間           | 放送局                             | 対象地域 | 備考     |
| --------------- | ------------------ | ---------------------------------- | -------- | -------- |
| 2023年10月6日 - | 金曜 23:00 - 23:30 | 日本テレビ（製作局）ほか系列全30局 | 日本国内 | 字幕放送 |

### BS/CS放送
製作に参加している作品は太字で記載する。各放送局での放送期間や放送時間については、各作品の項目を参照。

## 関連枠
- AnichU - 日本テレビにて火曜日深夜に放送しているアニメ枠（関東ローカル）。
- MANPA - 読売テレビにて月曜日深夜に放送しているアニメ枠（関西ローカル）。
- アニメにむちゅ～ - BS日テレの深夜アニメ枠の総称。当枠作品が放送される場合がある。
- ANIME+ - BS11の深夜アニメ枠の総称。当枠作品が放送される場合がある。
- 金曜日はシンデレラ - 読売テレビの深夜番組枠。本枠にて日本テレビ製作のアニメ作品が放送されていた。